# Yeraz (album)
Yeraz is het derde muziekalbum van de twee Noorse musici Trygve Seim en Frode Haltli. De muziek uitgevoerd op het album houdt het midden tussen klassieke muziek, jazz en volksmuziek. De combinatie van muziekinstrumenten mag vreemd lijken, binnen de Noorse muziek is de accordeon veel meer ingeburgerd dan in West-Europa. Het album is opgenomen in de Rainbow Studio in Oslo onder leiding van Jan Erik Kongshaug; een (bijna) huistechnicus van ECM Records.

## Musici
- Trygve Seim – sopraansaxofoon, tenorsaxofoon
- Frode Haltli – accordeon

## Composities
Allen van Seim, behalve waar aangegeven
1. I (12:39)
  1. Praeludium (Seim / Haltli)
  2. Bayata (George Gurdjieff)
  3. Duduki (Gurdjeff)
2. Airamero (10:11)
3. II (6:30)
  1. Introduction
  2. Yeraz (Armenië|Armeens volksliedje)
4. L’altra storia (5:54)
5. MmBell (Per Oddvar Johansen) (5:56)
6. Bhavana (5:20)
7. Fast jazz (4:57)
8. Redemption Song (Bob Marley) (4:40)
9. Waits for waltz (8:05)
10. Postludium (Seim/Haltli)(3:56)